# Ernesto Vidal
Ernesto José Vidal (ur. 15 listopada 1921 w Buje; zm. 1974), urugwajski piłkarz, napastnik. Mistrz świata z roku 1950.
Z pochodzenia Włoch, urodził się na półwyspie Istria w miejscowości należącym dziś do Chorwacji. W 1923 jego rodzina wyjechała do Argentyny. W tym kraju stawiał pierwsze piłkarskie kroki i do 1943 grał w Rosario Central. W następnym roku został piłkarzem urugwajskiego CA Peñarol. Z klubem z Montevideo zdobywał mistrzostwo kraju w latach 1944, 1945, 1949 oraz 1951. Został naturalizowany i trafił do reprezentacji Urugwaju. Znalazł się w kadrze na MŚ 50 i podczas turnieju zagrał w trzech meczach (1 gol). W finale z Brazylią zastąpił go Rubén Morán. W 1953 wrócił do Włoch i grał w Fiorentinie. Obdarzano go przydomkiem El Patrullero.